# Talsperre Daecheong
Die Talsperre Daecheong ist eine Talsperre mit Wasserkraftwerk in der Provinz Chungcheongbuk-do, Südkorea. Sie staut den Geumgang zu einem Stausee auf. Das zugehörige Kraftwerk hat eine installierte Leistung von 90 MW. Ungefähr 15 km südlich der Talsperre liegt die Stadt Daejeon.
Erste Planungen zur Errichtung der Talsperre wurden 1968 durchgeführt. Mit dem Bau der Talsperre wurde 1975 begonnen; sie wurde 1980 fertiggestellt. Die Talsperre dient neben der Stromerzeugung auch dem Hochwasserschutz und der Trinkwasserversorgung. Sie ist im Besitz der Korea Water Resources Corporation.

## Absperrbauwerk
Das Absperrbauwerk ist eine Kombination aus einer Gewichtsstaumauer aus Beton auf der rechten und einem Steinschüttdamm auf der linken Flussseite. Die Höhe des Absperrbauwerks beträgt 72 m; die Länge von Mauer- und Dammkrone liegt bei insgesamt 495 m. Die Breite der Staumauer beträgt an der Basis 58 m und an der Krone 6 m. Das Volumen des Bauwerks beträgt 1,234 Mio. m³. Die Wehranlage mit den sechs Wehrfeldern befindet sich in der Flussmitte; über sie können maximal 6000 m³/s abgeleitet werden.

## Stausee
Bei Vollstau erstreckt sich der Stausee über eine Fläche von rund 72,8 km², über eine Länge von 80 km und fasst 1,5 Mrd. m³ Wasser; damit ist er der drittgrößte See Südkoreas.

## Kraftwerk
Das Kraftwerk verfügt über eine installierte Leistung von 90 MW. Die durchschnittliche Jahreserzeugung liegt bei 240 Mio. kWh. Jede der beiden Francis-Turbinen des Kraftwerks leistet maximal 45 MW. Das Maschinenhaus befindet sich auf der rechten Flussseite am Fuß der Staumauer.